# Estação Can Vidalet

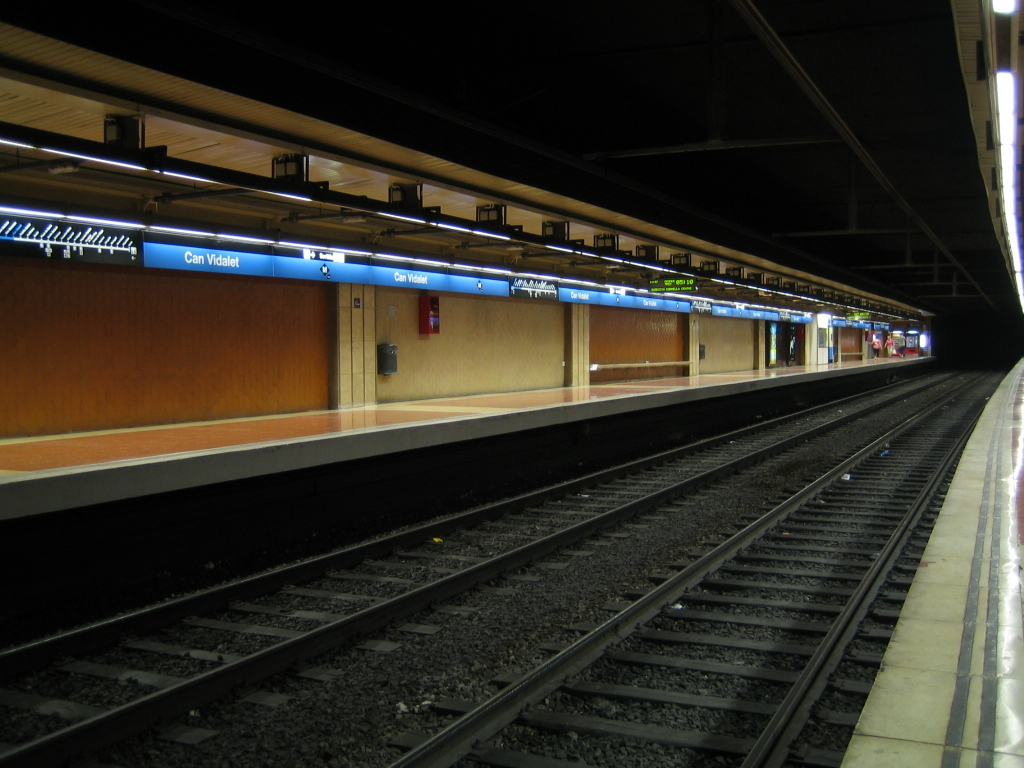
Estação da linha Linha 5 do Metro de Barcelona.

Can Vidalet é uma estação da linha Linha 5 do Metro de Barcelona.

## Localização
- Barcelona;  Espanha,  Catalunha.